# Stefan Schäfer (Komponist)
Stefan Schäfer (* 4. September 1963 in Ulm) ist ein deutscher Komponist und Kontrabassist.

## Leben
Stefan Schäfer ist in Heidelberg aufgewachsen. Er belegte ein Studium an der Hamburger Musikhochschule, zunächst in Schulmusik mit Hauptfach Klavier, später im Hauptfach Kontrabass bei Hans-Dieter Eschmann mit Hochschulabschlüssen – Diplom, Diplom-Musiklehrer und Konzertexamen mit Auszeichnung. Anschließend studierte er bei Klaus Stoll und Ovidiu Bădilă. Im Jahr 1992 war er 1. Preisträger des Elise-Meyer-Wettbewerbs in Hamburg. Im selben Jahr wurde er Kontrabassist im Philharmonischen Staatsorchester Hamburg. Im Jahr 2000 wechselte er als Solobassist zu den Düsseldorfer Symphonikern, seit 2003 ist er in gleicher Position bei den Philharmonikern Hamburg tätig. Er komponierte Werke für Kontrabass und erhielt dafür Auszeichnungen in England und den Vereinigten Staaten. Neben anderen Kompositionsaufträgen schrieb er im Jahr 2004 im Auftrag der Philharmoniker Hamburg „Kaispeicher A“ für großes Orchester. Er komponierte außerdem Kammermusik, Lieder, Theater- und Hörspielmusiken. Seit 1995 ist er Dozent für Kontrabass am Hamburger Konservatorium, gibt Kurse im In- und Ausland und ist Vorsitzender des Vereins Kammermusik heute e. V.

## Werke (Auswahl)
- Bass Patrol für acht Kontrabässe (1996)
- Jandl-Verse nach Gedichten von Ernst Jandl für Kontrabass und Stimme (2000)
- Von dem großen Elefanten nach Gedichten v. Christian Morgenstern für Kontrabass und Stimme (2002)
- Kaispeicher A für Orchester (2004) – Kompositionsauftrag der Philharmoniker Hamburg
- Die Glieder der Kette für Violine, Viola, Violoncello und Harmonium (2005)
- Herren – Lieder nach Texten von Ror Wolf für Sopran, Flöte, Violoncello und Klavier (2010/11)
- Mondgesänge nach Gedichten von Max Dauthendey für Sopran, Violine, Viola, Violoncello und Kontrabass (2013)